# قطعنامه ۱۵۱۸ شورای امنیت
قطعنامه  ۱۵۱۸ شورای امنیت سازمان ملل متحد که در تاریخ ۲۴ نوامبر ۲۰۰۳ تصویب شد، سندی بین‌المللی دربارهٔ بررسی وضعیت میان عراق و کویت است. این قطعنامه طی نشست ۴۸۷۲ام با ۱۵ رای موافق، ۰ مخالف و ۰ ممتنع تصویب شد.